# Die wundersame Reise ins Mumintal
Die wundersame Reise ins Mumintal (Originaltitel: Den farliga resan „Die gefährliche Reise“) ist das dritte Bilderbuch der finnlandschwedischen Schriftstellerin und Malerin Tove Jansson.  Es spielt wie alle ihre Kinderbücher in der Welt der Mumins, hat aber als einziges der Mumin-Bücher eine menschliche Hauptfigur. Das Buch wurde 1977 veröffentlicht. Auf Deutsch erschien es erstmals 1981 unter dem Titel Die gefährliche Reise.

## Handlung
Die Protagonistin Susanna liegt schlecht gelaunt mit ihrer Katze auf einer Wiese. Sie nimmt ihre Brille ab und wünscht sich, dass ihr Leben anders und weniger langweilig wäre. Da werden ihre Brillengläser auf magische Weise durch andere Gläser ersetzt. Als sie die Brille wieder aufsetzt, verwandelt sich ihre Katze in ein bösartiges Raubtier mit scharfen Krallen und läuft davon. Susanna läuft ihr hinterher und muss erkennen, wie sich die Welt durch ihren Wunsch verändert hat. So wurde der grüne Wald durch einen schwarzen Sumpf ersetzt, und Vögel fliegen auf dem Rücken. Auf ihrer Suche begegnet sie mehreren aus den Mumin-Büchern bekannten Figuren: einem Hemul und seinem Hund Knick, Tofsla und Vifsla und dem Schnüferl. Dabei müssen sie unter anderem einen Vulkanausbruch und einem Schneesturm überstehen. Schließlich gelangen sie mit einem Heißluftballon ins Mumintal, wo Susanna vor dem Haus der Mumins ihre geliebte Katze wiederfindet.

## Themen und Figuren
Die Mumins, obwohl Janssons berühmteste Schöpfung, sind in diesem Buch Randfiguren. Sie kommen nur auf einem Bild vor. Namentlich werden nur Muminpapa und Muminmama erwähnt. Dagegen spielt Tooticki, eine gute Freundin der Mumins, die den Heißluftballon steuert, eine größere Rolle. Während des Schneesturms begegnen Susanna und ihre neue Freunde dem Schnupferich und Wimsy. Der Schnupferich ist aus den Mumin-Romanen als bester Freund der Hauptfigur Mumin bekannt; auch das Schnüferl kommt in vier Mumin-Romanen vor. Susannas Freunde, der Hemul und der Hund Knick, und Tofsla und Vifsla treten jeweils nur in einem der Mumin-Romane in Erscheinung. Das vorletzte Bild, auf dem Susanna von den Bewohnern des Mumintals begrüßt wird, zeigt neben dem Muminpapa und der Muminmama auch Mumin, Klein-Mü, das Snorkfräulein, Frau Filifjong und das Dienstmädchen Misa.
Jansson führt die Figuren nach und nach ein. Sie beschreibt sie erst und lässt Kindern Zeit, zu raten, wer gemeint ist, bevor auf der nächsten Seite ihre Namen genannt werden. Das Buch setzt eine Kenntnis der Muminwelt voraus. Beispielsweise taucht Morra nur als angsteinflößender Schatten auf; um ihre Rolle in der Welt der Mumins zu verstehen, muss man sie aus den Romanen kennen.
Eine beschwerliche Reise und das Überwinden von Naturkatastrophen sind typische Themen der Mumin-Bücher. Ähnliche Abenteuer prägen die Handlung einiger Mumin-Romane, darunter eine Reise durch den Dschungel in Mumins lange Reise, ein Vulkanausbruch und die Wanderung durch ein ausgetrocknetes Meer in Komet im Mumintal und ein Unwetter mit Überschwemmung in Sturm im Mumintal. Auch in Janssons Erwachsenenliteratur sind Stürme ein wiederkehrendes Thema.
Die wundersame Reise ins Mumintal ist das einzige Mumin-Buch, in dem ein Mensch eine Rolle spielt, und damit die einzige Verknüpfung der realen Welt mit der Muminwelt, in der es sonst keine Hinweise auf die Existenz von Menschen gibt und nur selten reale Tiere auftauchen. Daher entspann sich auf Grundlage dieses Buches die Diskussion, ob die Muminwelt nach wie vor als eine geschlossene Welt angesehen werden kann und ob die Mumin-Bücher somit der High Fantasy oder Low Fantasy zuzuordnen sind.

## Entstehungsgeschichte und Gestaltung
Das Buch erschien sieben Jahre nach dem letzten Mumin-Roman Herbst im Mumintal, mit dem Jansson die Geschichte der Mumins beendet hatte, und ist damit auch Janssons Reise in eine von ihr zuvor verlassene Welt. Der Illustrationsstil weicht von den für die Mumin-Bücher typischen Tuschezeichnungen ab und hat mehr Gemeinsamkeiten mit Tove Janssons Werk als Malerin. Die Handlung zeigt Parallelen zu Lewis Carrolls Alice im Wunderland, dessen schwedische Ausgabe Tove Jansson 1966 illustriert hatte: In beiden Büchern reist ein Mädchen, begleitet von einer Katze, in ein wundersames Land, in dem eigene Gesetze gelten. Als weitere Einflüsse gelten die Kinderbücher von Elsa Beskow und die Werke des Malers und Illustrators John Bauer. Das Buch ist als Teil eines Trends zu sehen, mit dem nach der übrigen schwedischsprachigen Kinderliteratur auch schwedischsprachige Bilderbücher immer häufiger Themen der Fantasyliteratur aufgriffen.
Wie Janssons frühere Bilderbücher Mumin, wie wird’s weiter gehen? und Wer tröstet Toffel? ist Die wundersame Reise ins Mumintal in Reimform verfasst. Anders als in den anderen Bilderbüchern ist der Text jedoch nicht an Janssons Handschrift angelehnt und in die Bilder integriert, sondern steht in Druckschrift außerhalb der Bilder.

## Publikationsgeschichte
Die schwedischsprachige Originalausgabe erschien 1977 unter dem Titel Den farliga resan im finnischen Schildt-Verlag (ISBN 951-50-0141-2) und als erstes der Mumin-Bücher ab der ersten Auflage im schwedischen Bonnier-Verlag (ISBN 9-1004-2266-5). Mit dem Titel Vaarallinen matka erschien im selben Jahr im Verlag Werner Söderström Osakeyhtiö eine Übersetzung ins Finnische durch Panu Pekkanen (ISBN 951-0-08186-8).
Die erste deutschsprachige Übersetzung von Elisabeth Frankenburg erschien 1981 im Verlag St. Gabriel unter dem Titel Die gefährliche Reise, der eine wörtliche Übersetzung des schwedischen Originals ist (ISBN 3-8526-4161-6). Unter dem neuen Titel Die wundersame Reise ins Mumintal erschien 2017 eine Neuübersetzung von Birgitta Kicherer im Arena Verlag (ISBN 978-3-4017-1164-5).

## Auszeichnungen
Tove Jansson erhielt 1978 den Topeliuspreis für Den farliga resan, mit dem in Finnland erschienene Jugendbücher ausgezeichnet werden.